# Leen van Dijck
Helena (Leen) van Dijck (Hoboken, 29 mei 1953) was jarenlang directrice van het Letterenhuis, het archief van de Vlaamse letterkunde, gevestigd in Antwerpen.

## Levensloop
Leen van Dijck werd adjunct-conservator van het Letterenhuis in 1989 en directeur in 1997. Ze ging met pensioen op 1 juni 2018.
Zij publiceerde onder meer over Van Nu en Straks, Maurice Gilliams, Emmanuel de Bom, Willem Elsschot, Paul De Vree, Ivo Michiels, Stijn Streuvels en Hubert Lampo. 
Ze schreef over het belang van het literaire erfgoed en over de rol van het Letterenhuis. Op studiedagen, colloquia en symposia hield ze voordrachten over de Nederlandse literatuur in Vlaanderen en over het erfgoedbeleid.
Leen Van Dijck zetelde of zetelt in:
- de Gemengde Commissie voor Teksteditie van de Koninklijke Academie voor Nederlandse Taal- en Letterkunde,
- het Nederlandse 'Platform Tekstedities',
- de Archiefbank Vlaanderen,
- het Hugues C. Pernathfonds (als voorzitter),
- de Stichting Vita Brevis (als voorzitter),
- het Boekenoverleg (als voorzitter),
- Topstukkenraad

In februari 2013 werd ze tot lid verkozen van de Koninklijke Academie voor Nederlandse Taal- en Letterkunde, in opvolging van Ada Deprez. "Als geen ander weet Leen van Dijck de archivalische functie van het Letterenhuis te combineren met de opdracht interesse voor het literaire erfgoed te wekken bij een ruimer publiek", zo verklaarde de Academie naar aanleiding van haar verkiezing.
Na haar pensionering werd ze als directeur opgevolgd door Nele Hendrickx.

## Eerbetoon
- Laureaat van de Frans-Drijversprijs (2008), die wordt toegekend aan voor Vlaanderen verdienstelijke personen.
- In 2009 werden het Letterenhuis en zijn directeur bekroond met de Vlaamse cultuurprijs voor cultureel erfgoed.
- Hetzelfde jaar reikte de brancheorganisatie Boek.be haar Gulden Boek uit aan Leen van Dijck.
- In januari 2013 ontving Leen van Dijck de vijfde Parnassusprijs van het Vlaams Fonds voor de Letteren.

## Publicaties
Leen van Dijck publiceerde regelmatig bijdragen in het huistijdschrift Zuurvrij en in het gemeenschappelijk tijdschrift met het Nederlandse Letterenhuis Zacht Lawijd, over aspecten van het aan haar zorgen toevertrouwde bewaararchief.